# Ipswich
|  | Aquest article tracta sobre la ciutat anglesa. Vegeu-ne altres significats a «Ipswich (desambiguació)». |

Ipswich (pronunciat /ˈɪpswɪtʃ/) és un municipi del Regne Unit, que pertany al comtat de Suffolk, del qual és la capital. Aquesta ciutat portuària, situada a prop de l'estuari del riu Orwell, va ser un punt de sortida de colons cap a Amèrica que van fundar algunes ciutats de Nova Anglaterra, entre les quals n'hi ha una del mateix nom. Actualment el port d'Ipswich roman el principal nucli de la vida.

## Història

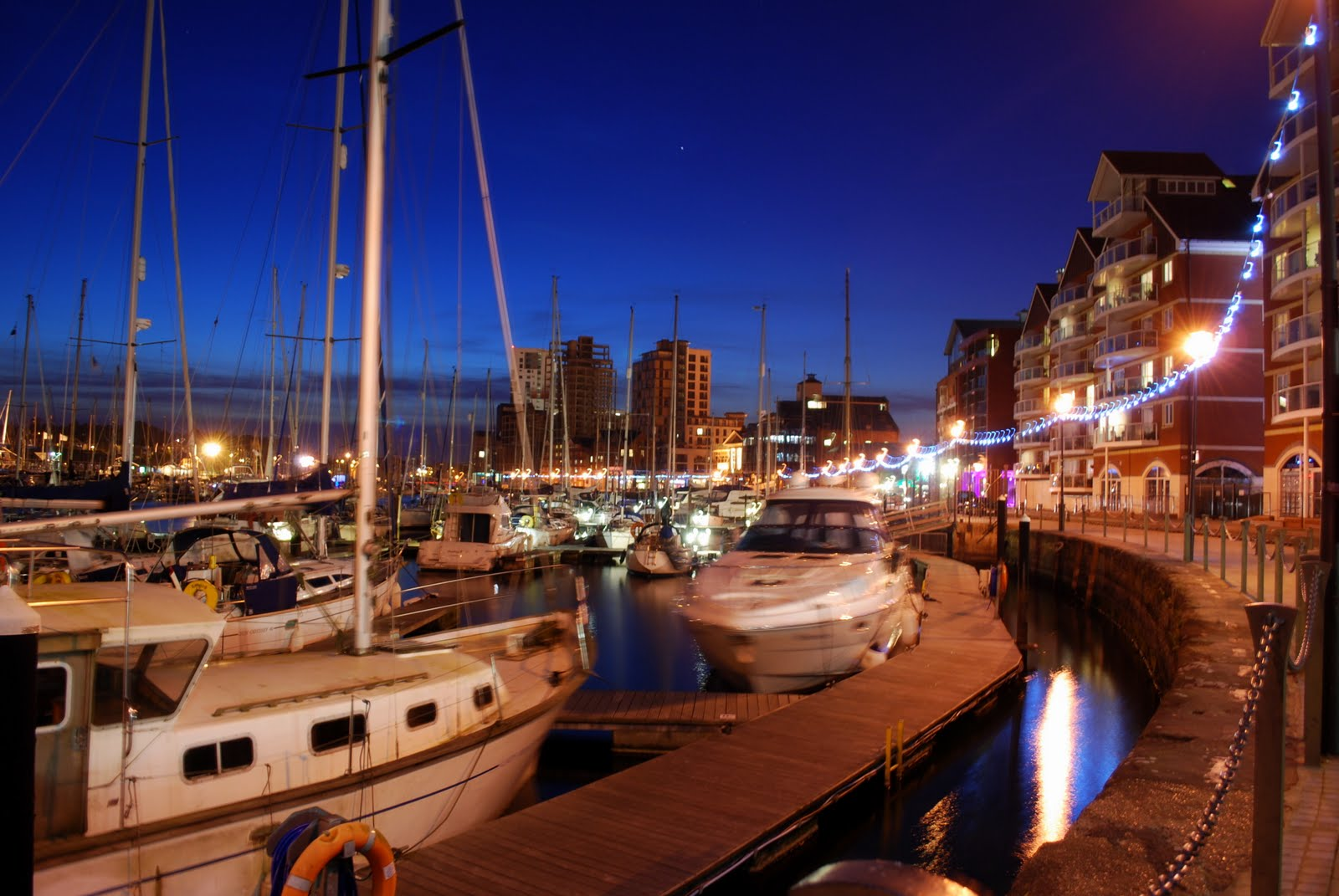
Zona recreativa del port d'Ipswich en l'actualitat.

Aquesta zona va estar habitada pels romans durant la seva ocupació de Britànnia. Al nord-oest d'Ipswich, en un indret anomenat Castle Hill s'han trobat les restes d'una vil·la molt gran, que potser era un complex administratiu.
La ciutat d'Ipsich va néixer al voltant d'un meandre que fa el riu Orwell, que els primers habitants al segle VII aprofitaven per fer de port.En aquella època la ciutat es deia Gipeswic (de vegades escrit Gippelwich) i era un port emprat per l'exportació pertanyent al regne d'East Anglia. Les primeres mercaderies de què es té constància que fessin servir aquest port daten de l'època del rei Raedwald (616–624). El vaixell funerari que es va trobar a la veïna Sutton Hoo (a 14,5 km) probablement és la seva tomba. En el museu d'Ipswich hi ha rèpliques dels tresors trobats en aquest vaixell i del tresor romà trobat a Mildenhall.
Al segle VIII s'hi van establir a Ipswich un grup de terrissaires procedents del Països Baixos i la seva artesania es venia per tota Anglaterra. Vers l'any 720 la ciutat va créixer i es va formar el barri del mercat. Amb l'arribada dels vikings l'any 869, Ipswich va caure sota el seu domini i van construir terraplens tot al voltant per evitar que els anglesos la reconquerissin, però no va servir de gaire.
El rei Edgard el Pacífic va donar permís per encunyar moneda, activitat que va continuar ininterrompuda fins al regnat de Joan sense Terra, vers el 1215. En aquestes monedes està escrita l'abreviació Gipes. Va ser aquest monarca qui va concedir la primera carta de privilegis d'Ipswich, l'any 1200, la qual va establir les bases de l'actual govern municipal.

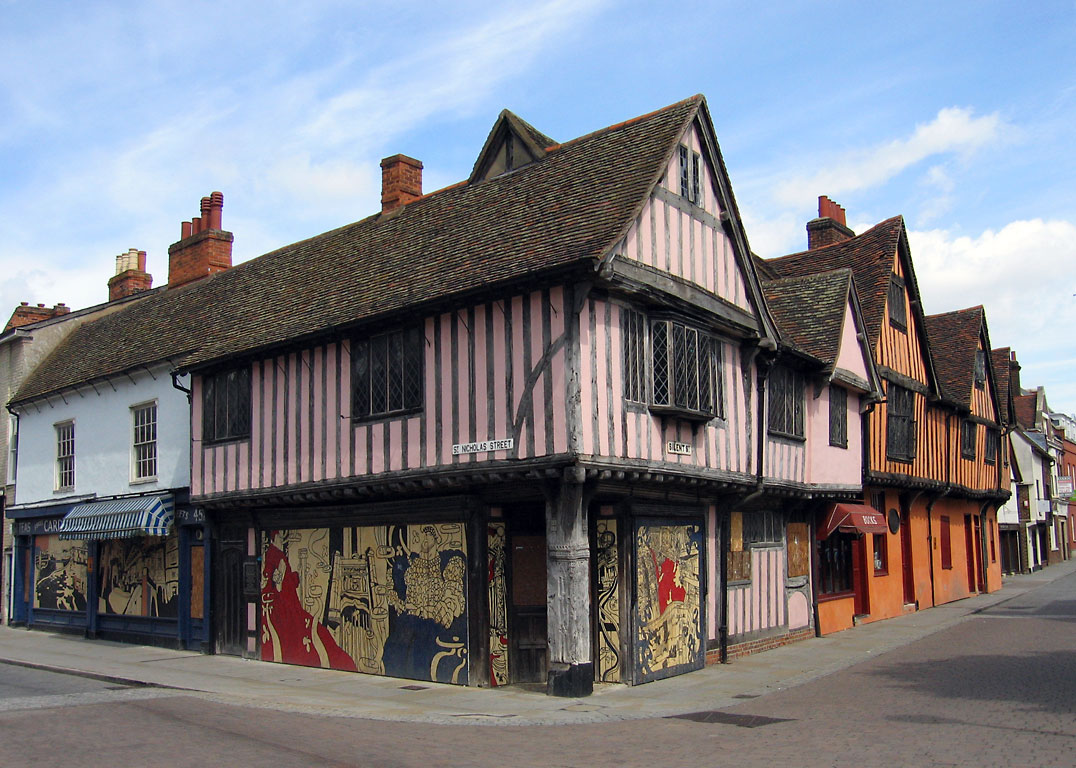
Cases d'entramat de fusta del.

En els quatre segles següents, la ciutat va concentrar el comerç del comtat de Suffolk en relació al negoci dels teixits. S'hi van construir cinc comunitats de religiosos: dos monestirs d'agustins (el de sant Pere i sant Pau i el de la santa Trinitat, ambdós a mitjan segle XII), un grup de franciscans anomenats "els frares grisos",(fundació abans del 1298), un grup de carmelites anomenats "els blancs", (1278) i un grup de dominics anomenats "els negres",(fundació abans del 1263). El darrer prior dels carmelites d'Ipswich es deia John Bale i va ser l'autor del drama en vers més antic en llengua anglesa titulat Kynge Johan (v.1538). Hi havia diversos hospitals i una leproseria que portava el nom de St Mary Magdalene, fundada abans del 1199. En aquesta bulliciosa ciutat portuària arribaven molts pelegrins a venerar la imatge de Nostra Senyora de Gràcia que hi havia en una petita capella que duia el seu nom. En aquesta capella es va casar el 12, Elisabet filla d'Eduard I amb el comte d'Holanda, i al segle xvi la van visitar Enric VIII i Caterina d'Aragó. Durant la Reforma Protestant aquesta imatge la van prendre a Londres per a cremar-la, tot i que alguns asseguren que es va salvar i la van portar a Nettuno (Itàlia).
Al voltant del 1380, Geoffrey Chaucer va escriure una sàtira sobre els mercaders d'Ipswich dins la seva obra Els contes de Canterbury. El cardenal Thomas Wolsey, nadiu d'aquesta ciutat, va fundar el 1528 una escola universitària.
Del segle xiv al XVII, Ipswich va formar part de la Lliga Hanseàtica. Durant el regnat de Maria I van haver màrtirs que van ser cremats per les seves creences protestants; actualment un monument els recorda. Entre el 1611 i el 1634 es va donar un for moviment migratori cap a Nova Anglaterra promogut per Samuel Ward, capellà a Ipswich. El seu germà, Nathaniel Ward, va ser el primer sacerdot de la comunitat homònima que van fundar a Amèrica, l'actual Ipswich (Massachusetts).
El pintor Thomas Gainsborough va viure i treballar a Ipswich. El 1835, Charles Dickens va residir durant un temps en un hotel de la ciutat i en va trobar inspiració per la seva novel·la The Pickwick Papers.
El 1824 el doctor George Birkbeck, amb el suport d'alguns empresaris d'aquesta ciutat, va fundar una escola per a formar professionalment adults; actualment l'edifici és una biblioteca.
A mitjan segle xix es va crear una fàbrica de fertilitzants, aprofitant copròlits que es troben per aquesta zona. Un altre negoci pròsper va ser la fabricació de cervesa.
Durant la primera guerra mundial Ipswich va ser bombardejada per dirigibles, però els majors danys es van produir en la Segona Guerra Mundial: van morir uns vuitanta civils i el port va quedar devastat.
El 1929 es va construir un aeroport que es va tancar el 1996 per construir cases.

## Clima

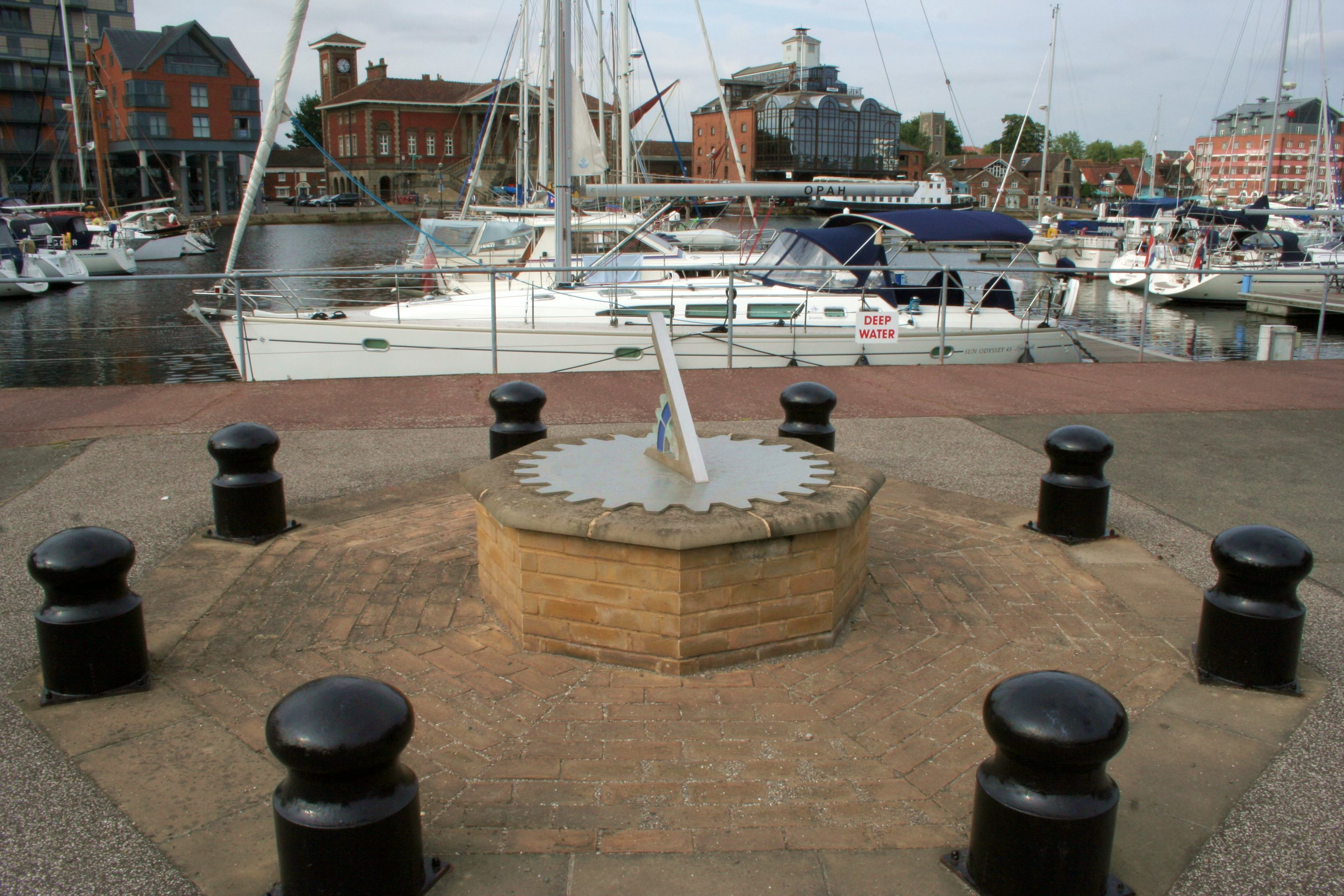
Rellotge de sol al port d'Ipswitch

El clima a Ipswich és de tipus oceànic amb una estret marge de variació de temperatures i pluges repartides durant tot l'any. Una de les estacions meteorològiques més properes és la d'East Bergholt, a uns 11 km al sud-oest del centre ciutat, a una elevació semblant i amb una posició propera a un estuari com en el cas d'Ipswich. La temperatura més càlida s'acostuma a presentar durant el mes de juliol amb una mitjana de 23.2 °C i és la tercera més càlida després de Londres i Colchester. Sortint del que és habitual, l'agost del 2003 es va enregistrar una màxima de 35.2 °C, però generalment la màxima no acostuma a passar dels 25.1 °C, temperatura que es dona uns 24,9 dies a l'any.
La temperatura mínima es va enregistrar el gener del 1963, amb −16.1 °C, tot i que les gelades es poden presentar tots els mesos llevat de l'estiu. De mitjana hi ha 55,33 nits amb gelada. La temperatura més baixa enregistrada en els darrers anys és −14.5 °C, el desembre del 2010.
Com a la resta d'East Anglia, la pluja no és abundant, un any típic es recullen 569,3mm en 103,8 dies de mitjana. Aquestes dades es refereixen al període 1971–2000.
Hi ha una altra estació meteorològica més propera, a Levington (9,4 km) en direcció a l'estuari. Comparant les dades del període 1981-2010 en les dues estacions, el clima a Levington és lleugerament més marítim, amb temperatures màximes no tan altes i mínimes no tan baixes; no hi ha tantes gelades (només 35,5 a l'any). Pel que fa a les hores de sol, la xifra és de 1707,7 hores anuals, relativament alta en el context de les Illes Britàniques, però no estranya al sud del país.

## Economia
Com que és la capital d'un comtat eminentment agrícola, a Ipswich hi ha diverses indústries de producció de màquines per als treballs del camp. També es fabriquen grues i equipament per als ferrocarrils.
El sector de comunicacions dona molts llocs de treball: hi ha la seu de diverses cadenes de televisió, ràdio i dos diaris. Els laboratoris de British Telecom estan a l'est de la ciutat i des de fa poc formen part d'un polígon dedicat a la recerca científica anomenat Adastral Park.
Un altre sector important són les empreses asseguradores: a Ipswich estan les seus de quatre de les més destacades. El port és un dels més actius del país en exportacions i importacions.

## Ciutats agermanades
Ipswich té relacions d'agermanament amb:
- Arras (França), des del 1993.

## Llocs d'interès

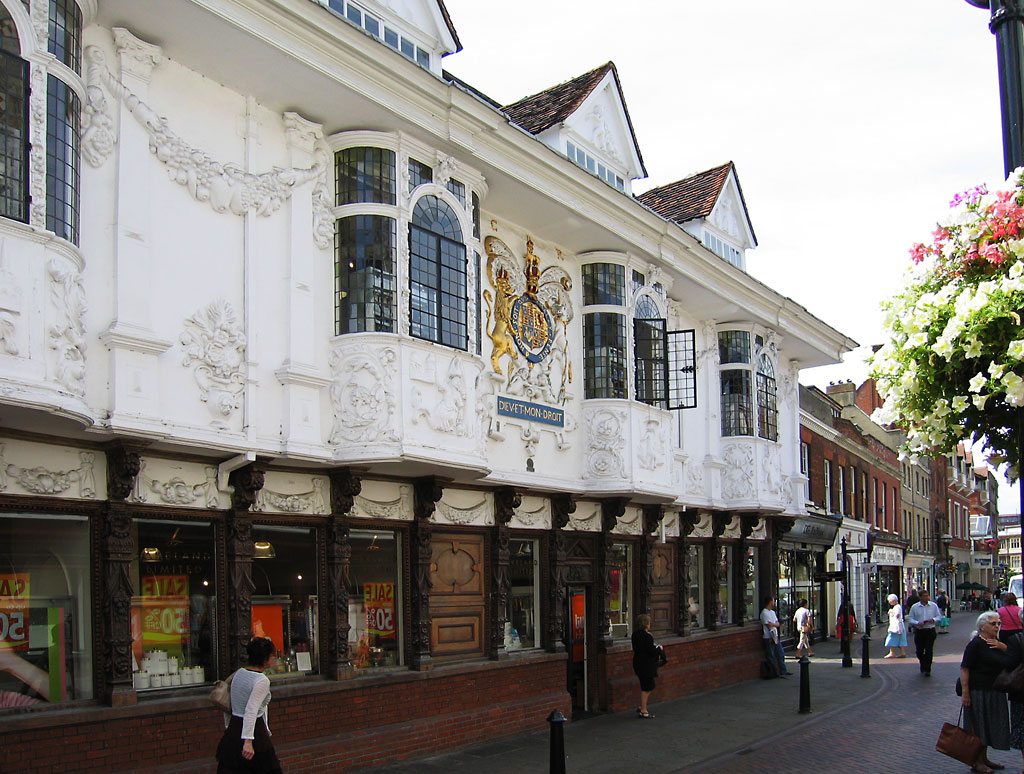
Ancient House

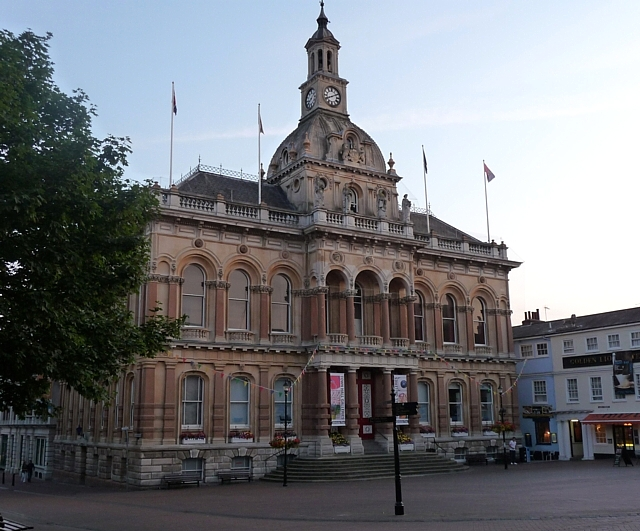
L'ajuntament antic

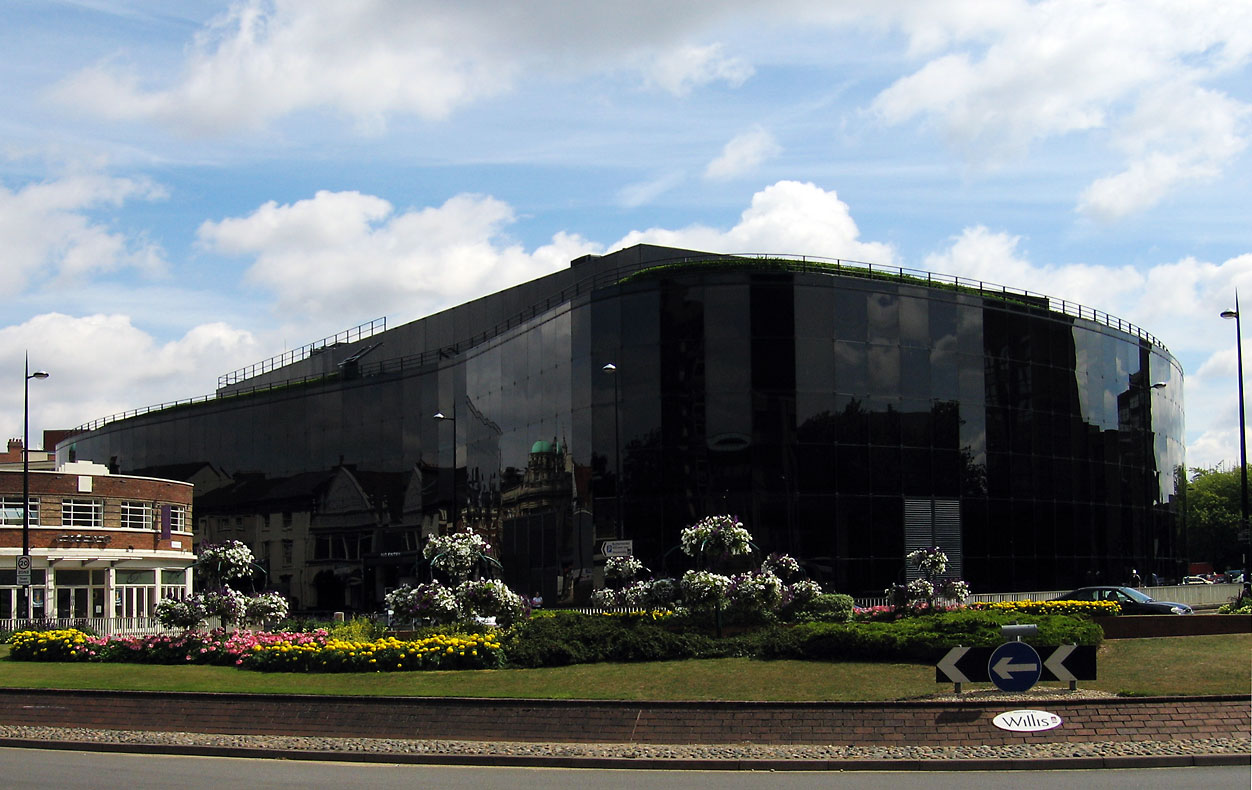
Edifici Willis

- La mansió Christchurch d'estil Tudor, a l'interior de la qual hi ha un dels tres museus de la ciutat.
- La casa dels Sparrowes o Ancient Housse, del segle xv, que té una decoració a la façana en un tipus d'escaiola resistent a la intempèrie que representa els quatre continents llevat d'Austràlia. També té l'escut d'armes de Carles II.
- L'antic ajuntament, que data del 1866 i actualment és un centre d'art.
- L'edifici de les oficines del comtat, construït el 1837 i que va estar en funcionament fins al 2003.
- L'edifici Willis, de vidre, dissenyat per Norman Foster el 1974.
- Endeavour House, dissenyat per Bovis Lend Lease, que és on estan actualment les oficines del comtat.
- Cranfield Mill un edifici de 23 pisos, el més alt d'East Anglia.
- El museu d'Ipswich
- El museu del transport
- El teatre New Wolsey i el Regent.
- L'església de St Mary le Tower, reconstruïda en època victoriana.[27]
- L'església de St Lawrence, que té una antiga col·lecció de campanes.

## Activitats culturals
- Ipswich Arts Festival o Ip-art que se celebra cada estiu des del 2003 i organitza un variat programa d'activitats relacionades amb les arts visuals, teatre, literatura, música i cinema.
- Dance East, un festival de dansa.
- Ipswich Jazz Festival que es va iniciar el 2015 per donar a conèixer nous artistes d'aquest estil.

## Esports

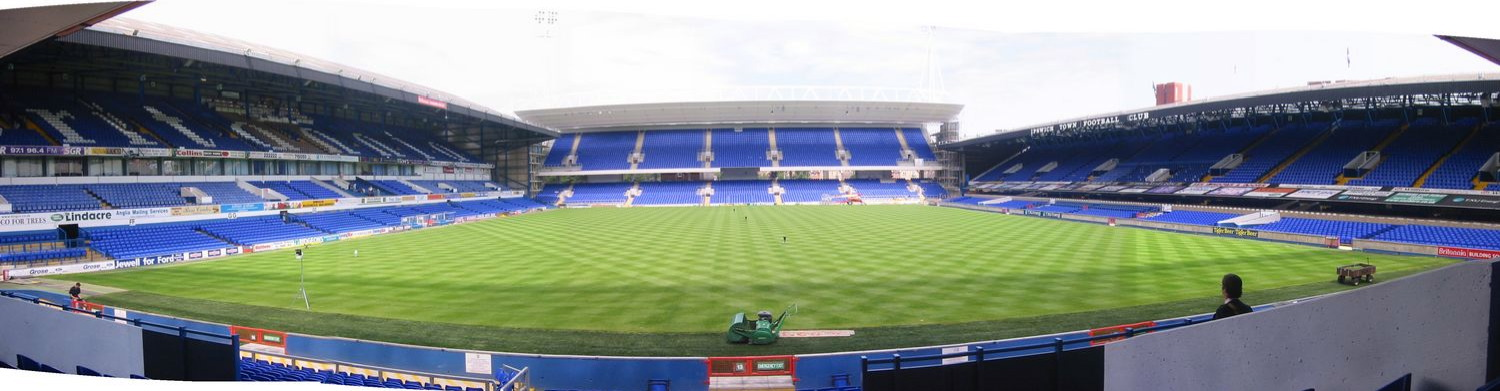
Estadi de rugbi i futbol americà.

Hi ha un equip de futbol professional Ipswich Town Football Club, fundat el 1878, que té una gran rivalitat amb el Norwich City. Altres equips no professionals són: Ipswich Wanderers i Whitton United.
Des del 1951 hi ha un club de speedway anomenat Ipswich Witches.Hi ha dos equips de rugbi Ipswich RUFC, que juguen en diferents nivells de competició. També el futbol americà té aficionats, que animen l'equip Ipswich Cardinals.
El centre de gimnàstica d'Ipswich prepara gimnastes en totes les modalitats olímpiques.També hi ha un club de natació des del 1884. Va haver un hipòdrom en funcionament entre el 1710 i el 1911.